# Mieczysław Ćwikła
Mieczysław Ćwikła (ur. 22 grudnia 1951, zm. 3 października 1991) – polski hokeista i trener hokejowy.

## Życiorys
Był wychowankiem i zawodnikiem Cracovii. Został zawodnikiem Stali Sanok. W sezonie 1970/1971 wraz z drużyną uczestniczył w sezonie ligi okręgowej krakowskiej i w 1971 uzyskał awans do ówczesnej drugiej klasy ligowej. W parze obrońców występował wspólnie z Tadeuszem Glimasem. Został wybrany najlepszym obrońcą pierwszej edycji turnieju o „Puchar Autosanu” w marcu 1972. W sezonie 1975/1976 II ligi wraz z drużyną Stali odniósł historyczny sukces w roku 30-lecia historii klubu, wygrywając II ligę Grupę Południową i uzyskując awans do I ligi, najwyższej polskiej klasy rozgrywkowej (miał wówczas 25 lat). Po sezonie 1979/1980 przerwał karierę.
Został trenerem prowadząc drużyny młodzieżowe w Stali Sanok. Od połowy 1983 asystował Janowi Mrugale, I trenerowi seniorskiej drużyny Stali Sanok. Od października 1984 był I trenerem zespołu seniorskiego w II lidze. W trakcie sezonu 1984/1985 na początku stycznia 1985 zrezygnował ze stanowiska (jego miejsce zajął Tadeusz Glimas) i jednocześnie został trenerem najmłodszego rocznika hokejowego w klubie.
Zmarł śmiercią tragiczną 3 października 1991. Został pochowany na cmentarzu Prądnik Czerwony (Batowicki) w Krakowie.
Był żonaty od 1973. Hokeistami zostali jego syn Marcin (ur. 1973) i wnuk Konrad (ur. 1995).